# Peter Göransson
Peter Göransson (ur. w 1969) – szwedzki biegacz narciarski, zawodnik klubu Åsarna IK.

## Kariera
W Pucharze Świata Peter Göransson zadebiutował 12 marca 1994 roku w Falun, zajmując 62. miejsce na dystansie 30 km stylem klasycznym. Pierwsze pucharowe punkty zdobył osiem miesięcy później - 27 listopada 1994 roku w Kirunie, gdzie był osiemnasty w biegu na 10 km klasykiem. W klasyfikacji generalnej PŚ najlepiej wypadł w sezonie 1994/1995, który ukończył na 60. miejscu. Startował także w zawodach cyklu FIS Marathon Cup, zajmując dwudzieste miejsce w sezonie 2001/2002. Tylko raz stanął na podium maratonu FIS - 10 lutego 2002 roku był trzeci w estońskim Tartu Maraton, ulegając tylko dwóm Norwegom: Håvardowi Skorstadowi i Jørgenowi Auklandowi. Ponadto w 1998 roku zwyciężył w największym szwedzkim maratonie Vasaloppet, ustanawiając przy tym nowy rekord trasy. Zawody te jednak nie zaliczały się do cyklu FIS Marathon Cup. Göransson nigdy nie wystąpił na igrzyskach olimpijskich ani mistrzostwach świata. W 2003 roku zakończył karierę.

## Osiągnięcia

### Puchar Świata

#### Miejsca w klasyfikacji generalnej
- sezon 1994/1995: 60.
- sezon 1996/1997: 75.
- sezon 1999/2000: 114.

#### Miejsca na podium
Göransson nigdy nie stał na podium indywidualnych zawodów Pucharu Świata.

### FIS Marathon Cup

#### Miejsca w klasyfikacji generalnej
- sezon 2001/2002: 20.

#### Miejsca na podium
| Nr | Dzień     | Rok  | Zawody        | Dystans                 | Czas biegu  | Strata  | Pozycja | Zwycięzca       |
| -- | --------- | ---- | ------------- | ----------------------- | ----------- | ------- | ------- | --------------- |
| 1. | 10 lutego | 2002 | Tartu Maraton | 27 km stylem klasycznym | 1:08:33,9 h | +21,7 s | 3.      | Håvard Skorstad |